# Pere Mata i Ripollès
Pere Mata i Ripollès (Vilallonga del Camp, 20 d'octubre de 1780 - Reus, 1 de maig de 1846) va ser un metge i polític liberal català, pare de Pere Mata i Fontanet.
Estudià medicina a la Universitat de Cervera, on es doctorà i, casat amb Rosa Fontanet, de les Borges Blanques, s'instal·là a Reus. El 1808 presentà la documentació acreditativa de la seva professió davant la corporació municipal per a poder-la exercir. Aquell mateix any va ser síndic a l'ajuntament de la ciutat i els anys següents, durant la Guerra Napoleònica en va ser regidor. D'ideologia liberal, era amic del també metge Jaume Ardèvol, i amb ell i altres persones, com el farmacèutic Antoni Andreu Carrera, el prevere de Sant Pere, Prudenci Marcó Casas, mossèn Pere Rosselló, el jutge Paulino de los Arcos, l'advocat Joan Baptista Simó, el primer alcalde del Trienni Marià Fonts Ciurana, el Comandant de la Milícia de Reus i diputat provincial Marcel·lí Vallduví i alguns expatriats italians, va fundar una "Tertúlia Patriòtica" que es reunia al Teatre de les Comèdies de Reus dos cops per setmana, de marcat caràcter liberal i exaltat. Els socis ocupaven la platea, el públic se situava a les llotges i la presidència a l'escenari. Els oradors acostumaven a ser professionals liberals i el públic menestrals, comerciants, funcionaris i membres de la Milícia Voluntària. Va publicar un llibre sobre epidèmies que en el seu moment va ser conegut i important: Refutación completa del sistema del contagio de la peste y demás enfermedades epidémicas en general, imprès a Reus per Pau Riera el 1834. Col·laborà durant el Trienni liberal a la Diana constitucional política y mercantil de la villa de Reus que va sortir publicada el 1822 on Pere Mata defensava la Constitució contra els absolutistes. El 1839 formava part del consistori reusenc, amb Pau Font Rocamora d'alcalde. Va morir l'1 de maig de 1846 i va ser enterrat al cementiri del Roser.